# JUJU小酒館 ～夜晚的點歌本～
《JUJU小酒館 ～夜晚的點歌本～》（日语：*/?）是日本女歌手JUJU的翻唱專輯，也是點歌本系列的第三張翻唱專輯，於2016年10月28日發行。

## 概述
與前作《TIMELESS》相隔約半年的新專輯，與點歌本系列的上一張作品《JUJU的點歌本II》則相隔約兩年。
跟點歌本系列的過往作品不同，專輯以「小酒館」作為企劃概念，選曲中心為上世紀80年代的懷舊歌謠曲，亦罕有地收錄同一位原唱歌手跟詞曲作家的多首歌曲。
〈六本木心中／Love Is Over〉作為專輯的先行單曲於2016年9月21日發行，JUJU亦在2016年10月10日舉行一日限定演出「-JUJU小酒館- JUJU苑Special」，以及在2017年舉行「-JUJU苑 Special- JUJU小酒館體育館巡演2017」以宣傳專輯。
專輯發行首週空降《Oricon公信榜》第5位，其後登上第3位的最高名次，累積銷量超過13.5萬張。

## 歌曲列表
| 曲序     | 曲目                                       |            | 作曲       | 编曲          | 原唱                    | 时长  |
| -------- | ------------------------------------------ | ---------- | ---------- | ------------- | ----------------------- | ----- |
| 1.       | 六本木心中                                 | 湯川麗子   | NOBODY     | 龜田誠治      | 安·劉易斯               | 5:08  |
| 2.       | 寂寞卓別林 with 鈴木雅之（ with 鈴木雅之） | 岡田富美子 | 鈴木雅之   | 松浦晃久      | 鈴木聖美 with Rats&Star | 5:40  |
| 3.       | 放棄夏天（）                               | 桑田佳祐   | 桑田佳祐   | 島健          | 南方之星                | 3:45  |
| 4.       | 埋伏（）                                   | 荒井由實   | 荒井由實   | 武部聰志      | 三木聖子                | 3:36  |
| 5.       | 桃色吐息                                   | 康珍化     | 佐藤隆     | 島田昌典      | 高橋真梨子              | 4:04  |
| 6.       | 車站（）                                   | 竹内瑪莉亞 | 竹内瑪莉亞 | 島健          | 中森明菜                | 4:32  |
| 7.       | 兩人對飲（）                               | 山上路夫   | 平尾昌晃   | 松浦晃久      | 梓美千代                | 3:20  |
| 8.       | DESIRE -情熱-（）                          | 阿木燿子   | 鈴木喜三郎 | 島田昌典      | 中森明菜                | 4:19  |
| 9.       | 墜入情網（）                               | 湯川麗子   | 小林明子   | 龜田誠治      | 小林明子                | 5:11  |
| 10.      | 夢的途中（）                               | 來生悅子   | 來生孝夫   | 松浦晃久      | 來生孝夫                | 5:08  |
| 11.      | 剪影羅曼史（）                             | 來生悅子   | 來生孝夫   | 島健          | 大橋純子                | 4:13  |
| 12.      | 償還（）                                   | 荒木豐久   | 三木剛     | 島健          | 鄧麗君                  | 4:26  |
| 13.      | Love Is Over（）                           | 伊藤薫     | 伊藤薫     | 松浦晃久      | 歐陽菲菲                | 4:15  |
| 14.      | 戀人啊（）                                 | 五輪真弓   | 五輪真弓   | 龜田誠治      | 五輪真弓                | 3:31  |
| 15.      | GOODBYE DAY                                | 來生悅子   | 來生孝夫   | Alec Shantzis | 來生孝夫                | 5:40  |
| 总时长： | 总时长：                                   | 总时长：   | 总时长：   | 总时长：      | 总时长：                | 66:54 |

## 銷售榜單
| 週榜單（2016年）             | 最高 位置 |
| ---------------------------- | --------- |
| 日本（《告示牌》熱門專輯榜） | 4         |
| 日本（《告示牌》專輯銷售榜） | 4         |
| 日本（Oricon公信榜）         | 3         |
| 日本（Oricon公信榜下載榜）   | 2         |

| 年榜單（2016年）             | 位置 |
| ---------------------------- | ---- |
| 日本（《告示牌》熱門專輯榜） | 44   |
| 日本（《告示牌》專輯銷售榜） | 47   |
| 日本（Oricon公信榜）         | 39   |

| 年榜單（2017年）             | 位置 |
| ---------------------------- | ---- |
| 日本（《告示牌》熱門專輯榜） | 53   |
| 日本（《告示牌》專輯下載榜） | 53   |

## 認證
| 地區                                  | 认证 | 认证单位/销量 |
| ------------------------------------- | ---- | ------------- |
| 日本（日本唱片協會）                  | 金   | 100,000^      |
| *僅含認證的實際銷量 ^僅含認證的出貨量 |      |               |

## 資料來源
1. ↑  . Excite. 2016-08-16  [2021-04-17]. （原始内容存档于2021-04-20） （日语）.
2. 1 2  . ナタリー. 2016-08-16  [2021-04-17]. （原始内容存档于2021-04-20） （日语）.
3. ↑  . ナタリー. 2016-10-11  [2021-04-17]. （原始内容存档于2021-04-21） （日语）.
4. ↑  . PR Times. 2017-05-17  [2021-04-17]. （原始内容存档于2021-04-19） （日语）.
5. 1 2  . PR Times. 2016-11-15  [2021-04-17]. （原始内容存档于2021-04-20） （日语）.
6. ↑  . Billboard JAPAN. 2016-11-09  [2021-04-17]. （原始内容存档于2021-06-07） （日语）.
7. ↑  . Billboard JAPAN. 2016-11-09  [2021-04-17]. （原始内容存档于2019-02-12） （日语）.
8. ↑  . Oricon. 2020-11-09  [2021-04-17]. （原始内容存档于2016-11-10） （日语）.
9. ↑  . Billboard JAPAN. 2016-12-08  [2021-04-17]. （原始内容存档于2021-05-04） （日语）.
10. ↑  . Billboard JAPAN. 2016-12-08  [2021-04-17]. （原始内容存档于2021-04-17） （日语）.
11. ↑  . Oricon. 2016-12-24  [2021-04-17]. （原始内容存档于2021-06-21） （日语）.
12. ↑  . Billboard JAPAN. 2017-12-08  [2021-04-17]. （原始内容存档于2018-11-17） （日语）.
13. ↑  . Billboard JAPAN. 2017-12-08  [2021-04-17]. （原始内容存档于2017-12-23） （日语）.
14. ↑  . Recording Industry Association of Japan.   [2021-04-17] （日语）. 在下拉菜单选择“2016年11月”

## 外部連結
- YouTube上的《JUJU小酒館 ～夜晚的點歌本～》全曲Digest Movie（日語）